# گنکو (۳۴-۱۳۳۱)
گنکو (به ژاپنی: 元弘 Genkō)، نام یکی از عصرهای ژاپن در دربار جنوبی در دوره نانبوکوچو پس از گنتوکو و قبل از کنمو بود. این دوره از ماه هشتم ۱۳۳۱ تا ماه اول ۱۳۳۴ را در بر می‌گرفت.
امپراتورهای سلطنتی امپراتور گودایگو در جنوب و امپراتور کوگون در شمال بودند.

## پیش زمینه
در ۲۲ مه ۱۳۳۳، زمانی که ارتش به رهبری نیتا یوشی‌سادا به کاماکورا حمله کرد، هوجو تاکاتوکی در معبد توشوجی خودکشی کرد. پسرش هوجو کونیتوکی نیز یک هفته بعد اعدام شد. در نتیجه، شوگون‌سالاری کاماکورا سقوط کرد.
از زمان پدر هوجو تاکاتوکی، هوجو ساداتوکی، نشانه‌های فروپاشی حکومت شوگونی مشهود بود. به دلیل دو حمله مغول به ژاپن، زندگی گوکه‌نین‌ها فقیرانه شده بود. علاوه بر این، دولت شوگون به دلیل شورش شیموتسوکی در سال ۱۲۸۵ و شورش هیزنمون در سال ۱۲۹۳ بی‌ثبات شد.
در سال‌های پایانی زندگی هوجو ساداتوکی، زندگی او کاملاً آشفته‌ای بود و تقریباً هر روز مهمانی‌های شرب مشروب برپا می‌کرد. ساداتوکی در مهر ۱۳۱۱ در حالی که از سبک زندگی نابسامان خود رنج می‌برد چشم از جهان فروبست.
پس از آن، امپراتور گو-دایگو ایده «حکومت مستقیم امپراتور» را مطرح کرد و دو بار علیه شوگون‌سالاری شورش کرد. اینها حادثه شوچو در سال چهارم گنکو (۱۳۲۴) و جنگ گنکو در سال اول گنکو (۱۳۳۱) بودند. با این حال، حمله گودایگو به شوگون‌سالاری با شکست به پایان رسید و او به جزایر اوکی تبعید شد.
از همین زمان، نارضایتی از شوگون‌سالاری کاماکورا در نقاط مختلف افزایش یافت و شتاب شکست شوگون‌سالاری بیشتر شد. در سال ۱۳۳۳ تعداد ارتش نیتا یوشیسادا در حمله او به شوگون سالاری تنها ۱۵۰ نفر بود. اما در طول راهپیمایی لشکری از گوکه‌نین‌ها به ارتش پیوستند و تعداد آنها بسیار زیاد شد.
در نتیجه، نیتا یوشی‌سادا به کاماکورا حمله کرد و موفق شد شوگون سالاری را نابود کند. دلیل نابود شدن شوگون سالاری اغلب به دلیل سوء مدیریت هوجو تاکاتوکی است. با این حال، حکومت نادرست تاکاتوکی در منابع تاریخی ثانویه نوشته شده بود که ممکن است غیرقابل اعتماد باشند. دلایل سقوط شوگون سالاری کاماکورا شامل بی‌ثباتی سیاسی، اراده و خواست امپراتور گو-دایگو برای سرنگونی شوگون سالاری، عدم پاسخگویی به تغییرات آب و هوایی، نفوذ اقتصاد پولی و ظهور افراد شرور در نظر گرفته می‌شود.
با این حال، دلیل قطعی هنوز ناشناخته است. این جنبش در پیوند با کیوتو و کیوشو رخ داد و نهادهای شوگون سالاری، روکوهارا تاندای و چینزی تاندای ja:鎮西探題 نیز فروپاشیدند.

## رویدادهای دوران گنکو
۱۳۳۱–۱۳۳۳: جنگ گنکو (ژاپن) تمام طول دوران را به طول انجامید، که نشانه سقوط شوگون‌سالاری کاماکورا و منجر به تجدید حیات کنمو و اصلاحات ناموفق شد.
حکومت شوگون‌سالاری کاماکورا یک حکومت سامورایی بود که حدود ۱۵۰ سال دوام آورد. با این حال، قدرت آن به تدریج به دلیل حمله مغول به ژاپن و ظهور بی‌رویه سامورایی‌های جدید به نام «آکوتو» کاهش یافت. که هیچ ارتباطی با شوگون‌سالاری نداشت. سرانجام، توسط شورش گنکو که قیام نیروهایی بود که با نقشه امپراتور گودایگو برای سرنگونی شوگون سالاری همکاری می‌کردند، به انقراض کشیده شد. امپراتور گو-دایگو در سال ۱۲۸۸ به عنوان دومین پسر امپراتور گو-اودا به دنیا آمد. او در سال ۱۳۱۸ (سال دوم بونهو) در سن ۳۰ سالگی بر تخت سلطنت نشست که به طرز غیرمعمولی برای یک دوره امپراتوری دیر بود.
آنچه امپراتور گو-دایگو می‌خواست این بود که اقتدار امپراتور را بازگرداند و تاج و تخت امپراتوری را متحد کند. در آن زمان، خانواده امپراتوری متشکل از جناح جیمیوئین
(持明院統)، از نوادگان امپراتور گو-فوکاکوسا، و جناح دایگاکوجی (大覚寺統)، از نوادگان امپراتور کامه‌یاما بودند. این دوره زمانی ریوتو تسوریتسو (両統迭立) بود، یعنی زمانی که امپراتوری به دو گروه تقسیم شد و به نوبت به تخت سلطنت رسیدند.
امپراتور گو-دایگو معتقد بود که فقط دودمان خودش، جناح دایگاکوجی، باید تاج و تخت امپراتوری را به ارث ببرد. برای رسیدن به این هدف، او مجبور شد شوگون‌سالاری کاماکورا را که دارای اقتدار بود و همچنین در تعیین تاج و تخت امپراتوری نقش داشت، سرنگون کند.
در سال ۱۳۲۱، امپراتور گو-دایگو ضیافت بزرگی به نام «بوری‌کو» 「無礼講」 برگزار کرد. این ضیافتی است که در آن مردان کلاه سنتی خود را درمی‌آورند، و راهبان لباس روحانی نمی‌پوشند، و یک زنان جوان ساکی را سرو می‌کند، اما امپراتور گو-دایگو فقط مشروب نمی‌خورد، او در پشت صحنه، در مورد سرنگونی حکومت صحبت می‌کرد.
امپراتور گو-دایگو به دلیل سیستم ریوتو تسوریتسو نمی‌توانست به یک دولت طولانی مدت امیدوار باشد و در موقعیتی قرار گرفت که پسر خودش نمی‌توانست امپراتور بعدی شود.
از آنجایی که شوگون سالاری کاماکورا این سیستم را ایجاد کرده بود، امپراتور گودایگو مخفیانه تصمیم گرفت تا شوگون سالاری را سرنگون کند.
در سال ۱۳۲۴، پس از درگذشت امپراتور گو-اودا، نقشه امپراتور گو-دایگو برای سرنگونی شوگون سالاری با تحقیقات روکوهارا تاندای کیوتو کشف شد و دستیاران نزدیک امپراتور گو-دایگو (اشراف‌زادگان مانند خاندان هینو) مجازات شدند. گفته می‌شود که در این زمان مجازات خاصی برای امپراتور گو-دایگو وجود نداشت.
سامورایی‌هایی که در «بوری‌کو» شرکت داشتند توسط شوگون‌سالاری مورد حمله قرار گرفتند یا خودکشی کردند یا دستگیر شدند و به کاماکورا فرستاده شدند. در حالی که دستیاران نزدیک امپراتور گو-دایگو، از جمله هینو سوکه‌تومو، تبعید شدند.
در سال ۱۳۳۱، شوگون‌سالاری گزارشی محرمانه دریافت کرد که امپراتور گو-دایگو بار دیگر در حال توطئه برای سرنگونی شوگون‌سالاری کاماکورا است. شخصی که به آنها اطلاع داد یوشیدا سادافوسا، از دستیاران نزدیک امپراتور گودایگو بود.
یوشیدا سادافوسا ملازم وفادار به امپراتور بود و برای محافظت از امپراتور گو-دایگو گفت: «سرکرده طرح سرنگونی شوگون‌سالاری هینو توشیموتو است.» و در تلاش برای محافظت از امپراتور گو-دایگو یکی از حامیان خود را هینو توشیموتو نامید.
پس از دریافت اطلاعات، شوگون‌سالاری بلافاصله فرستاده‌ای را به کیوتو فرستاد و هینو توشیکی و دیگران را به کاماکورا، کاناگاوا فرستاد. با این حال، پس از بازجویی شدید، یکی از مردان دستگیر شده اعتراف کرد که «امپراتور گو-دایگو کسی بود که نقشه سرنگونی شوگون‌سالاری را طراحی کرد» و امپراتور گو-دایگو نیز در خطر افتاد.
امپراتور گو-دایگو مخفیانه از کاخ امپراتوری خارج شد و وارد معبد کاساگی شد که به عنوان دژ کوهی معروف بود.
روکوهارا تاندای امپراتور گو-دایگو را تعقیب می‌کرد تا او را دستگیر کند. در این زمان «کوسونوکی ماساشیگه» از ولایت کاواچی (استان اوساکای کنونی) و «ساکورایاما کوره‌توشی» از ولایت بینگو (استان هیروشیما شرقی کنونی) به درخواست کمک امپراتور گو-دایگو پاسخ دادند.
در همین حال، نیروهای کمکی از منطقه کانتو یکی پس از دیگری برای ارتش شوگون‌سالاری رسید. حدود یک ماه پس از زندانی شدن معبد کاساگی، سربازان شوگون از صخره‌های کاساگی‌یاما بالا رفتند، معبد را به آتش کشیدند و یک حمله همه‌جانبه را آغاز کردند. برای فرار از دست سربازان شوگون‌سالاری، امپراتور گو-دایگو، مجبور شد فرار کند و همراه با تعدادی از پیروانش در امتداد یک مسیر کوهستانی پنهان شود. با این حال، خسته و درهم شکسته، دستگیر و بعداً به جزایر اوکی تبعید شد.
تقریباً در همان زمان، کوسونوکی ماساشیگه که در قلعه کامی-آکاساکا که با عجله ساخته شده بود و با ارتش شوگون درگیر بود، تصمیم گرفت که به دلیل کمبود تدارکات نمی‌تواند یک جنگ طولانی را تحمل کند، بنابراین قلعه با دست خود به آتش کشید و خود مدتی ناپدید شد. علاوه بر این، زمانی که ساکورایاما کوره‌توشی از سقوط معبد و دژ کوه کاساگی و قلعه آکاساکا مطلع شد، در ناامیدی خودکشی کرد. نقشه امپراتور گو-دایگو برای سرنگونی حکومت شوگونی برای بار دوم موقتاً متوقف شد.
در سال ۱۳۳۲ (سال دوم گنکو / سال چهارم جنتوکو)، کوسونوکی ماساشیگه که از قلعه آکاساکا ناپدید شده بود، دوباره ظاهر شد و به قلعه کامی-آکاساکا که به دست ارتش شوگون افتاده بود حمله کرد.
علاوه بر این، در پاسخ به فرمان شاهزاده موری‌یوشی، شوگو (فرماندار) آکاماتسو نوریمورا در ولایت هاریما (ایالت جنوبی استان هیوگو کنونی) و ولایت ایو (استان اهیمه کنونی) خاندان‌های دوی و توکونوشی شورش کردند. شوگون‌سالاری نیروهای خود را به قلعه کامی-آکاساکا فرستاد، جایی که کوسونوکی ماساشیگه در آن قرار داشت.
کوسونوکی ماساشیگه به ارتش شوگون حمله کرد و آن را بیشتر و بیشتر به اعماق بیرون کشید و سپس در قلعه چیهایا، آخرین سنگر خود، فرورفت. ارتش شوگونی که این را یک فرصت می‌دید، عملیات قطع آب را انجام داد، اما این عملیات با شکست به پایان رسید، زیرا مقادیر زیادی آب و غذا در قلعه چیهایا برای پی بینی این اتفاق انباشته شده بود.
ارتش شوگون که قلعه چیهایا را محاصره کرده بود، پس از یک نبرد طولانی محاصره به تدریج شروع به آرام شدن کرد. کوسونوکی ماساشیگه این فرصت را از دست نداد و دست به حمله زد و خسارت سنگینی را به ارتش شوگون وارد کرد.
در فوریه ۱۳۳۳، امپراتور گو-دایگو مخفیانه از جزایر اوکی گریخت، در حالی که شوگون‌سالاری کاماکورا در تصرف قلعه چیهایا مشکل داشتند. سپس در کوه سنجو در ولایت هوکی (استان توتوری غربی امروزی) پناه گرفت و فرمان برای احضار سامورایی‌ها از سراسر ژاپن صادر کرد.
در نتیجه سامورایی‌هایی که از شوگون‌سالاری کاماکورا ناراضی بودند و کسانی که منتظر تغییر اوضاع بودند در اطراف امپراتور گو-دایگو جمع شدند. در همان زمان آکاماتسو نوریمورا و که قدرتش افزایش یافته بود به کیوتو لشکر کشید و ارتش سرنگون‌کننده شوگون‌سالاری نیز در نبرد در شیکوکو پیشروی می‌کرد. سپس، شوگون‌سالاری اخبار تکان دهنده‌ای را دریافت کرد. گفته می‌شد که آشیکاگا تاکائوجی که به کوه سنجو فرستاده شد تا امپراتور گودایگو را تحت سلطه خود درآورد، خیانت کرده و به سمت روکوهارا (کیوتو) در حال حرکت است. روکوهارا به سرعت دفاع خود را محکم کرد و برای حمله آماده شد.
سپس نبردی سخت در کیوتو آغاز شد. آکاماتسو نوریمورا نیز در جنگ شرکت داشت و ارتش شوگون به تدریج شروع به عقب رانده شدن و شکست میدان در نبرد کرد. ارتش شوگونی که متوجه شد ضعف خود از نظر تعداد شد، با همراهی امپراتور کوگون، امپراتور بازنشسته امپراتور گو-فوشیمی، و امپراتور بازنشسته امپراتور هانازونو (سلطنت از ۱۳۰۸ تا ۱۳۱۸)، تلاش کرد به کاماکورا بازگشته و فرار کند اما سربازان توسط اوچیموشا گاری (شکارچیان لشکر شکست خورده) غارت و نابود شدند. امپراتور کوگون (سلطنت  ۱۳۳۲–۱۳۳۴) و دیگران توسط سامورایی‌ها از سمت امپراتور گو-دایگو دستگیر شدند و به کیوتو بازگردانده شدند.
هنگامی که امپراتور گو-دایگو خبر نابودی سربازان روکوهارا را دریافت کرد، سلطنت امپراتور کوگون را که توسط شوگون‌سالاری کاماکورا حمایت شده بود، لغو کرد. دوره امپراتور کوگون منسوخ شد، نام آن دوره به «شوکی» تغییر یافت و نام آن به «موتوهیرو» سابق برگردانده شد و تمام عناوین رسمی در نام امپراتور کوگون حذف شدند.
پس از سقوط روکوهارا اتفاقات عجیبی در منطقه کانتو نیز رخ می‌دهد. نیتا یوشی‌سادا که در تسخیر قلعه چیهایا شرکت کرد اما به دلیل بیماری به ولایت شیموتسوکه (استان توچیگی کنونی) بازگشته بود، در پاسخ به دستور امپراتور گو-دایگو تصمیم گرفت به کاماکورا حمله کند. او ارتش تشکیل داد.
ارتش نیتا یوشی‌سادا ارتش شوگون را در نبرد کوته‌ساشی (۱۳۳۳) و نبرد کومه‌گاوا شکست داد. بعد، آنها به کاماکورا حمله کردند، اما کاماکورا از جنوب توسط دریا و از سه طرف دیگر کوه احاطه شده بود، و فقط از طریق یک بریدگی باریک به بیرون متصل بود، و آن را به یک زمین مناسب برای دفاع تبدیل می‌کرد.
در نتیجه، ارتش نیتا یوشی‌سادا در حمله ناکام ماند و نبرد به بن‌بست رسید، اما ارتش اصلی نیتا یوشی‌سادا از ساحل ایناموراگاساکی عبور کرد و وارد کاماکورا شد. در آن زمان، بریدگی‌های دیگر ورود به شهر نیز فتح شده بودند و شهر به آتش کشیده شده بود.
بسیاری از اعضای ارتش شوگون در نبرد کشته یا خودکشی کردند و شوگون‌سالاری کاماکورا که حدود ۱۵۰ سال رونق داشت، سرانجام با سقوط خود مواجه شد؛ بنابراین، کشور ژاپن تحت اختیار امپراتور گو-دایگو درآمد و به نظر می‌رسید که جنگ طولانی به پایان رسیده است. با این حال، این تنها آغاز تحول‌های بیشتر بود.